# Józef Piotr Kupny
Józef Piotr Kupny (Piekary Śląskie, 23 de fevereiro de 1956) é um clérigo da Igreja Católica polonês, arcebispo de Wrocław.

## Biografia

### Infância e estudos
Józef Kupny nasceu em 23 de fevereiro de 1956 em uma vila no sul da Polônia, Piekary Śląskie. Nascido de Jan e Matylda nascida Chrabka, ele é o primeiro dos meninos. Foi batizado na igreja paroquial de Nossa Senhora Auxiliadora em 4 de março de 1956. Sua família mais tarde se estabeleceria na cidade de Chorzów. Ele recebe o sacramento da confirmação em 20 de abril de 1968 na igreja paroquial de Saint-Marie-Madeleine em Chorzów. Nos anos de 1963 a 1971, foi aluno da escola primária em Chorzów e concluiu o ensino secundário na escola Maria Sklodowska-Curie em Katowice . .
Ele foi admitido em 1975 no Seminário Maior da Silésia em Cracóvia. Poucas semanas depois, foi chamado para cumprir o serviço militar, onde durante dois anos foi integrado numa unidade especializada em Brzeg. No final do seu serviço foi para a Pontifícia Academia Teológica de Cracóvia, onde recebeu o diploma de Mestre em Teologia. Sua tese de magistério focalizou “O magistério social de João Paulo II durante sua visita de peregrinação à Polônia”.

### Sacerdócio
Ele é ordenado diácono em 28 de fevereiro de 1982 pelo bispo Herbert Bednorz de Katowice, que o ordena padre em 31 de março de 1983. É então chamado para ser o próximo vigário da paróquia de Santa Cruz e de Nossa Senhora da Saúde dos Enfermos em Katowice em 30 de abril. Em 1984 ingressou na paróquia de Notre-Dame-des-Boulangers em Katowice, que acabava de ser criada por seu bispo desde a construção de sua igreja em 1983.
Em 1992 foi nomeado professor assistente e depois professor adjunto em 1978 do Departamento de Doutrina Social Católica da Universidade Católica de Lublin. Em 1993, foi nomeado professor de sociologia da religião e sociologia da paróquia no Seminário Maior da Silésia em Katowice. Ele também leciona na Faculdade de Teologia da Universidade da Silésia em Katowice.
Em agosto de 2001, tornou-se Reitor do Seminário Maior da Silésia de Katowice. No mesmo ano, tornou-se também vice-diretor do departamento geral de pastoral da Cúria Metropolitana de Katowice. Em 2001 foi nomeado membro do conselho presbiteral da arquidiocese e, em 2003, membro do colégio de consultores.
Em 8 de fevereiro de 2003, o Papa João Paulo II confere-lhe a dignidade de capelão de Sua Santidade.

### Episcopado
Em 21 de dezembro de 2005, o Papa Bento XVI o nomeia bispo-auxiliar da Arquidiocese de Katowice, atribuindo-lhe a sé titular de Vanariona. Ele recebeu a ordenação episcopal em 4 de fevereiro de 2006 na Catedral do Cristo Rei, em Katowice, pelas mãos de seu Arcebispo, Damian Zimoń, assistido por Wiktor Paweł Skworc, bispo de Tarnów e Stefan Cichy, bispo de Legnica. Em seguida, escolheu como lema episcopal “Christus dilexit nez” (Cristo nos amou). Em 7 de fevereiro o arcebispo Zimoń fez dele seu vigário-geral e membro do conselho presbiteral, do conselho pastoral e do colégio de consultores.
Em 18 de maio de 2013, o Papa Francisco o nomeia arcebispo de Wrocław. Foi canonicamente instalado na Catedral Metropolitana de São João Batista em Wroclaw em 16 de junho de 2013. Em sua nova função, ele também assume o cargo de Grão-Chanceler da Pontifícia Faculdade de Teologia de Wroclaw. Ele recebe o pálio metropolitano das mãos do Papa em 29 de junho de 2013 na Basílica de São Pedro em Roma.
Em outubro de 2012 ele foi eleito membro do Conselho Permanente da Conferência Episcopal Polonesa como bispo auxiliar, substituindo a Marek Jędraszewski, nomeado Arcebispo de Łódź. Em junho de 2013 ele é novamente eleito para o Conselho Permanente, desta vez como um dos seis bispos diocesanos, após sua nomeação como Arcebispo de Wrocław.

## Distinções
- : Comendador com placa da Ordem do Santo Sepulcro de Jerusalém[7]